# Rehab (Band)
Rehab ist eine US-amerikanische Dirty South/Southern Rock-Crossover-Band, die in den späten 1990er Jahren in Warner Robins, Georgia gegründet wurde. Bisher brachten Rehab fünf Alben heraus.

## Bandgeschichte

### Frühe Jahre
Rehab gründeten sich 1998 und ihr erstes Album, To Whom It May Consume, wurde noch im selben Jahr veröffentlicht. Zu dieser Zeit bestand Rehab aus drei Leuten:  Danny „Boone“ Alexander, Denny „Steaknife“ Campell und Jason „Brooks“ Buford.
Rehabs 2. Album Southern Discomfort wurde im Oktober 2000 veröffentlicht. Das Album wurde über 140.000 mal verkauft und die Single-Auskopplung It Don' t Matter stieg direkt auf Platz 20 in den Charts der Modern Rock-Tracks ein.
Nach zwei Jahren auf Tournee trennten sich die Wege der drei Musiker, wegen der unterschiedlichen Meinungen, aber auch persönlichen und finanziellen Gründen.
Kurz darauf erschien CuzWeCan offiziell im Internet, welches als ein Album geplant war, aber nie fertiggestellt wurde.

### Rückkehr
Im August 2005 kehrten Rehab zurück, mit dem neuen Album Graffiti The World. Die neue Band wurde zusammengebracht vom Originalmitglied Danny Alexander. Weitere Mitglieder der Band sind Mike Hartnett, Hano Leathers, Chris Hood und Foz. Auch zählt man den Rapper Demun Jones (jahrelanger Weggefährte der Band) mit zu Rehab, auch wenn dieser kein offizielles Mitglied der Gruppe ist.
Graffiti The World beinhaltet die Hits Wht Do U Wnt Frm Me, Graffiti The World, und This Town.

### Aktuelles
Inzwischen sind Rehab bei Republic Records unter Vertrag. Zudem touren sie derzeit durch Amerika, um ihr neues Album vorzustellen.

## Stil
Mit dem Zusammenbringen von Rap, Rock, Dirty South, Country und Reggae entwarfen Rehab ihren eigenen Stil. Dieser wird auf allen Alben beibehalten. Die Gruppe arbeitete mit vielen bekannten Musikern zusammen, wie z. B. Killer Mike, CeeLo Green, Goodie Mob und Cody ChesnuTT.

## Diskografie

### Alben
- 1998: To Whom It May Consume
- 2000: Southern Discomfort
- 2002: CuzWeCan
- 2005: Graffiti the World
- 2008: Graffiti the World (Re-Release)
- 2010: Welcome Home
- 2012: Gullible’s Travels

### Singles
- 2001: It Don’t Matter
- 2005: Last Tattoo
- 2006: Bump
- 2008: Bartender Song
- 2008: 1980
- 2010: Welcome Home
- 2010: Talk About
- 2011: King of Tweakers
- 2011: Why Do I Do
- 2012: Waho by the Hoti
- 2012: Can’t Catch Up to You